# كلية الهندسة في جامعة كورنويل
كلية الهندسة في جامعة كورنويل (بالإنجليزية: Cornell University College of Engineering)‏ هي، تأسست في 1870، في الولايات المتحدة.